# Dahlella
Dahlella is een geslacht van kreeftachtigen uit de klasse van de Malacostraca (hogere kreeftachtigen).

## Soort
- Dahlella caldariensis Hessler, 1984